# 劍橋公爵查爾斯·斯圖亞特 (1660年)
查尔斯·斯图亚特殿下（英语：HH Charles Stuart；1660年10月22日—1661年5月5日），剑桥公爵，詹姆斯七世及二世及約克公爵夫人安妮·海德的长子。他被册封为剑桥公爵，但从未被正式授予剑桥公爵头衔，因为他去世得太早了。

## 生平
查尔斯是在父母正式结婚前七个月怀上的，如果王室顾问和詹姆斯的母亲法兰西的亨利埃塔·玛丽亚按自己的意愿行事，他可能会被宣布为私生子。詹姆斯的哥哥查尔斯二世批准了这桩婚姻，詹姆斯和安妮·海德于1660年9月3日在伦敦举行了婚礼。查尔斯出生于10月22日，并于1661年1月1日在伍斯特宫接受洗礼。然而，他在一岁之前就因感染天花而去世了。1661年5月6日，他被埋葬在西敏寺。他的三个弟弟也同样短命，也被称为剑桥公爵：詹姆斯王子、埃德加和同名的查尔斯。

## 纹章
作為英國君主的孫子，詹姆斯有權使用英国皇家徽章，并以五分貂皮的银色鐵條加以区分。